# فرانچسکا لی
فرانچسکا لی (انگلیسی: Francesca Le؛ زاده ۲۸ دسامبر ۱۹۷۰) بازیگر و کارگردان پورنوگرافی اهل ایالات متحده آمریکا است.